# Fremont (Town, Clark County)
Die Town of Fremont ist eine von 33 Towns im Clark County im US-amerikanischen Bundesstaat Wisconsin. Im Jahr 2010 hatte die Town of Fremont 1265 Einwohner.
Town hat in Wisconsin eine grundlegend andere Bedeutung, als im übrigen englischsprachigen Bereich. Vielmehr entspricht sie den in den anderen US-Bundesstaaten üblichen Townships, die nach dem County die nächstkleinere Verwaltungseinheit bilden.

## Geografie
Die Town of Fremont liegt im nordwestlichen Zentrum Wisconsins. Die vom Mississippi gebildete Grenze zu Minnesota befindet sich rund 95 km westlich.
Die Koordinaten der geografischen Mitte der Town of Fremont sind 44°37′44″ nördlicher Breite und 90°22′18″ westlicher Länge. Sie erstreckt sich über eine Fläche von 91,3 km². 
Die Town of Fremont liegt im Osten des Clark County und grenzt an folgende Nachbartowns:
| Town of Loyal | Town of Sherman                             | Town of Spencer (Marathon County) |
| Town of York  | Kompassrose, die auf Nachbargemeinden zeigt | Town of Lincoln (Wood County)     |
| Town of Grant | Town of Lynn                                | Town of Rock (Wood County)        |

## Verkehr
Der U.S. Highway 10 bildet die südöstliche Grenze der Town of Fremont. Im nordöstlichen Zentrum der Town kreuzen die County Highways Y und V. Alle weiteren Straßen sind untergeordnete Landstraßen oder teils unbefestigte Fahrwege.
Mit dem Marshfield Municipal Airport befindet sich rund 20 km östlich ein kleiner Flugplatz. Die nächsten Verkehrsflughäfen sind der Central Wisconsin Airport (rund 70 km östlich) und der Chippewa Valley Regional Airport in Eau Claire (rund 115 km westlich).

## Bevölkerung
Nach der Volkszählung im Jahr 2010 lebten in der Town of Fremont 1265 Menschen in 418 Haushalten. Die Bevölkerungsdichte betrug 13,9 Einwohner pro Quadratkilometer. In den 418 Haushalten lebten statistisch je 3,03 Personen. 
Ethnisch betrachtet setzte sich die Bevölkerung zusammen aus 95,5 Prozent Weißen, 0,2 Prozent Afroamerikanern, 0,4 Prozent amerikanischen Ureinwohnern, 0,2 Prozent Asiaten sowie 3,4 Prozent aus anderen ethnischen Gruppen; 0,3 Prozent stammten von zwei oder mehr Ethnien ab. Unabhängig von der ethnischen Zugehörigkeit waren 4,0 Prozent der Bevölkerung spanischer oder lateinamerikanischer Abstammung. 
33,1 Prozent der Bevölkerung waren unter 18 Jahre alt, 55,9 Prozent waren zwischen 18 und 64 und 11,0 Prozent waren 65 Jahre oder älter. 47,1 Prozent der Bevölkerung war weiblich.
Das mittlere jährliche Einkommen eines Haushalts lag bei 45.402 USD. Das Pro-Kopf-Einkommen betrug 20.614 USD. 10,4 Prozent der Einwohner lebten unterhalb der Armutsgrenze.

## Ortschaften in der Town of Fremont
Auf dem Gebiet der Town of Fremont liegt neben Streubesiedlung noch die gemeindefreie Siedlung Chili.